# Estado Novo (Brazilië)
De Estado Novo ("Nieuwe Staat") is de naam van een autoritair regime in Brazilië van 1937 tot 1945 onder leiding van Getúlio Vargas.

## Voorgeschiedenis
Na een reeks muiterijen door ontevreden legerpersoneel in 1935 en 1936, in Natal, Recife en Rio de Janeiro waarvan de Aliança Nacional Libertadora, de "Nationale Bevrijdingsalliantie", de schuld kreeg, kondigde het Congres op 25 november 1936 de staat van oorlog af en gaf Vargas verregaande bevoegdheden. Vele vooraanstaande hoogleraren, artsen, journalisten en vakbondsleiders werden gevangengezet. De gevangenissen zaten zo vol dat de Pedro I, een oud vrachtschip, in allerijl tot gevangenis werd omgebouwd.
Maar ondanks de harde repressie door minister van binnenlandse zaken Vicente Ráo en politiechef Filinto Müller gingen de opstanden door. Om de "subversieven" aan te pakken kwam er een speciale rechtbank voor nationale veiligheid, het Tribunal de Segurança Nacional, bestaande uit twee officieren, twee burgers en een magistraat, en er werd een nationale commissie ter onderdrukking van het communisme opgericht. Voor de gevangenen werden vijf strafkolonies ingericht, maar Vargas geloofde dat het juridisch apparaat te langzaam werkte om de opstand te onderdrukken.

## De staatsgreep
In de aanloop naar de verkiezingen van 1938, verkondigde Vargas het bestaan van een communistisch complot om de regering omver te werpen. Dit was onderdeel van de Plano Cohen dat als doel had de touwtjes in handen te nemen. Een plan dat op 10 november 1937 zijn vruchten afwierp toen een staatsgreep Vargas aan de macht bracht. Hij ontbond vrijwel onmiddellijk het Congres, verbood alle politieke partijen en voerde een nieuwe grondwet in die hem onbeperkte wetgevende en rechterlijke macht verschafte.
Op 11 mei 1938 bestormden leden van de Ação Integralista Brasileira ("Braziliaanse Integralistische Actie") het presidentieel paleis met het doel Vargas af te zetten. De poging mislukte jammerlijk en staat bekend als de Integralistische Couppoging.

## Politiek
Vargas voerde een beleid dat gericht was op economische ontwikkeling, professionalisering van het overheidsapparaat en voerde een economisch nationalistisch beleid. Qua politiek is hij geïnspireerd door de Portugese versie van de Estado Novo en is eerder te vergelijken met het Franco dan met Mussolini. In 1942 koos de Estado Novo met de Washington-akkoorden definitief de zijde van de geallieerden en keerde zich af van de asmogendheden. Het feit dat hij dictator was, stelde hem in staat voor het eerst op grote schaal aan stadsplanning te doen, en de invloed die dit heeft gehad op Brazilië is nog steeds zichtbaar.

## Tweede Wereldoorlog
Met de Washington-akkoorden begon een tijd van economische voorspoed die bekendstaat als de Tweede rubberhausse. Om aan de enorme vraag aan grondstoffen te voldoen werden, met Amerikaans geld, in allerlei bedrijven, banken en adviesraden in het leven geroepen.
| Bedrijven opgericht na de Washington-akkoorden | Bedrijven opgericht na de Washington-akkoorden | Bedrijven opgericht na de Washington-akkoorden  |
| ---------------------------------------------- | ---------------------------------------------- | ----------------------------------------------- |
| Companhia Siderúrgica Nacional (CSN)           | 1941                                           | hoogovens                                       |
| Companhia Vale do Rio Doce                     | 1942                                           | mijnbouw                                        |
| Companhia Hidroelétrica do São Francisco       | 1942                                           | Waterkrachtcentrales                            |
| Fàbrica Nacional de Motores (FMS)              | 1942                                           | produceerde Curtiss-Wright motoren in licentie. |

Maar de belangrijkste grondstof die Brazilië de amerikaanse oorlogsindustrie te bieden had was rubber, die door de soldados da Barrucha, de Rubbersoldaten werd geoogst tijdens de beruchte Battalho da Barrucha, de rubber-veldslag.